# Xã Tunkhannock, Quận Monroe, Pennsylvania
Xã Tunkhannock (tiếng Anh: Tunkhannock Township) là một xã thuộc quận Monroe, tiểu bang Pennsylvania, Hoa Kỳ. Năm 2010, dân số của xã này là 6.789 người.